# Heosemys
Heosemys là một chi rùa nước ngọt trong họ Geoemydidae (trước đây gọi là Bataguridae). Chi Heosemys được tách ra khỏi chi Geoemyda bởi McDowell vào năm 1964.

## Loài
Có 4 loài thuộc chi Heosemys:
- Heosemys depressa (Boulenger, 1903)
- Heosemys grandis (Gray, 1860)
- Heosemys spinosa (Gray, 1831)
- Heosemys annandalii (Anderson, 1875), rùa răng hay càng đước